# Aldabrachelys
Aldabrachelys es un género de tortugas criptodiras de la familia Testudinidae.

## Especies
Comprende las siguientes especies:
- †Aldabrachelys abrupta (Grandidier, 1868).
- Aldabrachelys gigantea (Schweigger, 1812).
  - A. g. arnoldi (Bour, 1982) – Tortuga gigante de Arnold.
  - †A. g. daudinii (Duméril & Bibron, 1835) – Tortuga gigante de Daudin.
  - A. g. gigantea (Schweigger, 1812) – Tortuga gigante de Aldabra.
  - A. g. hololissa (Günther, 1877) – Tortuga gigante de las Seychelles.
- †Aldabrachelys grandidieri (Vaillant, 1885).